# Бут (син Пандіона)
Бут (дав.-гр. Βούτης; ім'я означає «волопас») — персонаж давньогрецької міфології, афінський царевич, син Пандіона та Зевксіппи, брат-близнюк Ерехтея, мав сестер Філомелу і Прокну. Одружився з Хтонією. Став родоначальником Бутадів. По смерті батька став жерцем Афіни та Посейдона. Жертовник йому був в Ерехтейоні.